# 오키군

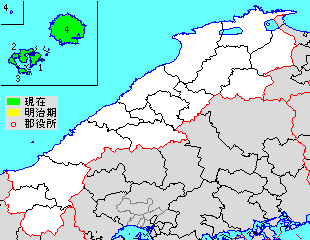

오키군(일본어: 隠岐郡) 은 일본 시마네현에 있는 군 하나이다.
인구 17,839명, 면적 345.92km², 인구밀도 51.6명/km².(2025년 3월 1일, 추계인구)
이하 3정 1촌으로 구성된다. 
- 니시노시마정(西ノ島町)
- 아마정(海士町)
- 오키노시마정(隠岐の島町)
- 지부촌(知夫村)

## 역사
- 1969년 4월 1일 - 오키섬 4개의 군인 즈키군, 오치군, 아마군, 지부군이 한꺼번에 합병, 오키군이 공식적으로 성립되었다.
- 2004년 10월 1일 - 사이고정, 후세촌, 고카촌, 쓰마촌을 전부 합병, 통합 오키노시마정으로 개편되었다.

## 같이 보기
- 오키 제도
- 오키노쿠니